# It Doesn't Matter (September)
Singles de September
Flowers On The Grave
(2006) Cry for You
(2006)
Pistes de In Orbit
Flowers on the Grave
(5) Sacrifice
(7)
It Doesn't Matter est une chanson de l'artiste suédoise September sortie sous le label Catchy Tunes. 4e single extrait du 2e album studio In Orbit (2005), la chanson a été écrite par Jonas von der Burg, Anoo Bhagavan, Niclas von der Burg. It Doesn't Matter est produite par Jonas von der Burg. It Doesn't Matter sort dans le pays d'origine de la chanteuse en Suède mais se classe dans 3 hit-parades de pays d'Europe de l'Est en Pologne, en Russie et en Roumanie. 
La chanson gagne en popularité en Pologne lorsque la chanteuse a interprété de sa tournée It Doesn't Matter en 2006, et lors de sa tournée de concerts d'été en 2007 dont le Sopot Festival 2007.

## Classement par pays
| Classement (2006)       | Meilleure position |
| ----------------------- | ------------------ |
| Pologne National top 50 | 20                 |
| Roumanie top 100        | 66                 |
| Russie Charts           | 121                |